# أسروة خضراء
أسروة خضراء (الاسم العلمي: Aseroë viridis) هو نوع من الفطريات يتبع جنس الأسروة من فصيلة الفالوسية.